# Rozchodnik alpejski

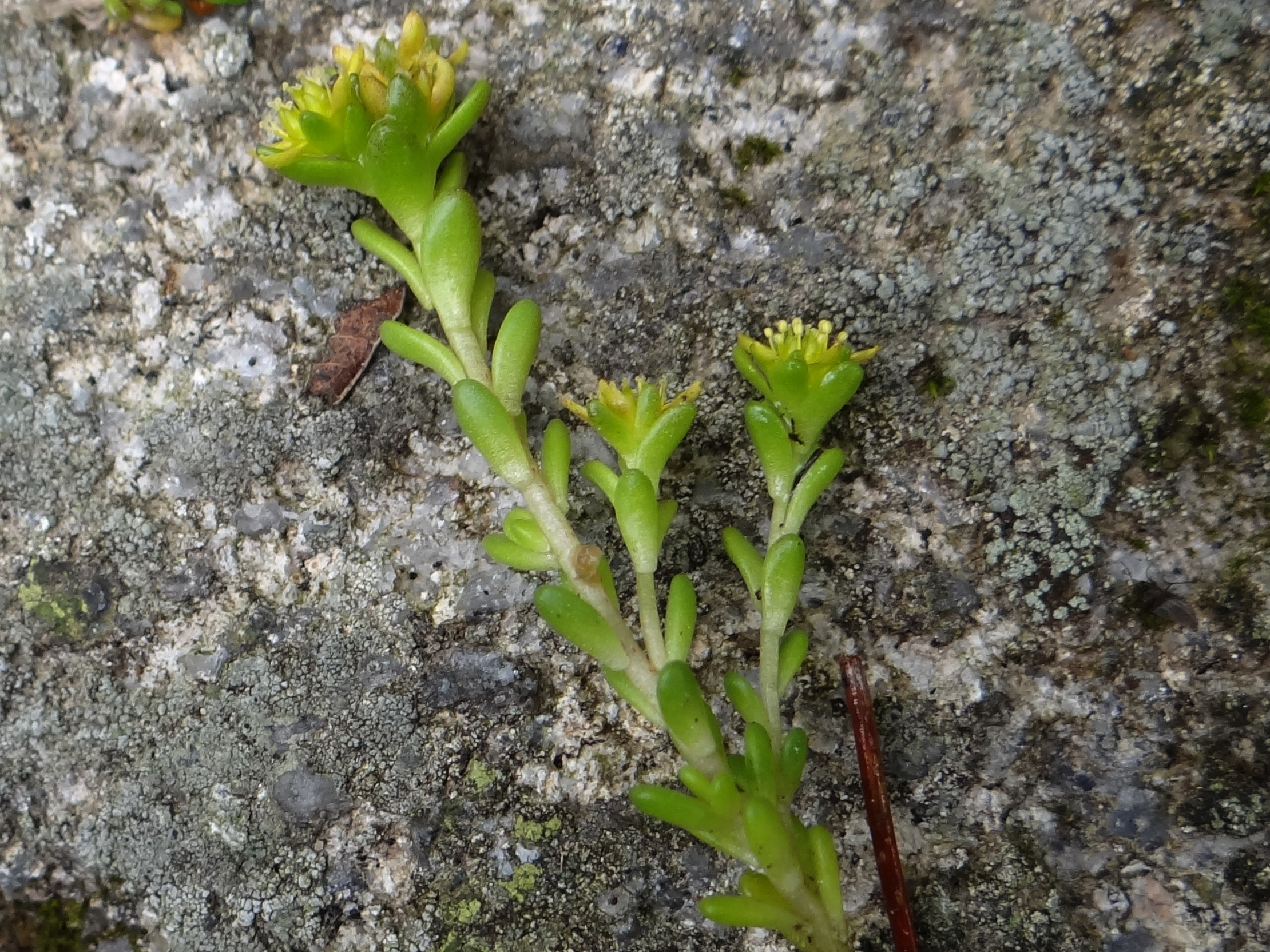

Rozchodnik alpejski (Sedum alpestre) – gatunek rośliny należący do rodziny gruboszowatych. Występuje w górach zachodniej Azji (Turcja) i środkowej, południowej i wschodniej Europy. W Polsce występuje tylko w Sudetach, Tatrach i na Babiej Górze. 

## Morfologia
PokrójNiska roślina darniowa (2–10 cm wys.) wytwarzająca liczne pędy płonne i kwiatowe.
LiścieUlistnienie skrętoległe. Liście nie tworzą szeregów. Są odwrotnie jajowatopodługowate, dość grube, szczególnie w części wierzchołkowej, odstające. W nasadzie nie posiadają wyrostka. Na pędach kwiatowych po ich przekwitnięciu odpadają.
KwiatyNa krótkich szypułkach zebrane w gęsty podbaldach. Kwiaty 5–krotne o tępych, mięsistych działkach kielicha i jasnożółtych, jajowatopodługowatych płatkach korony, najwyżej 1,5 razy dłuższych od działek kielicha.
OwocMieszki na krótkiej szyjce, po dojrzeniu gwiazdkowato rozchylające się i wysypujące liczne, bardzo drobne i wąsko oskrzydlone nasiona.

## Bylina i ekologia
- Rozwój: bylina. Kwitnie od czerwca do sierpnia[5].
- Siedlisko: brzegi potoków, wyleżyska, wilgotne skały i piargi. Hemikryptofit. Wyłącznie na podłożu bezwapiennym. W Tatrach główny obszar jego występowania stanowią trzy najwyższe piętra: piętro kosówki, halne i turniowe, spotkać można go jednak również niżej[5].
- W klasyfikacji zbiorowisk roślinnych gatunek charakterystyczny dla Cl. Salicetea herbaceae[7].
- Genetyka: Liczba chromosomów 2n = 16[8].